# Maribel Vinson
Pour les articles homonymes, voir Vinson.
Maribel Yerxa Vinson-Owen, née le 12 octobre 1911 à Winchester et morte le 15 février 1961 à Berg, est une patineuse artistique américaine.

## Biographie

### Carrière sportive
Elle est notamment neuf fois championne des États-Unis en individuel et médaillée de bronze aux Jeux olympiques d'hiver de 1932.

### Famille
Elle épouse le patineur Guy Owen (1913-1952) avec qui elle a deux filles également patineuses : Maribel Owen (1940-1961) et Laurence Owen (1944-1961).

### Mort
En route avec l'équipe américaine pour les mondiaux de 1961 prévus à Prague, son avion s'écrase près de Bruxelles en Belgique, tuant tous les passagers, dont ses deux filles. Elle avait 49 ans.

### Hommage
Maribel Vinson est intronisée au Temple de la renommée du patinage artistique américain en 1976, 1994 et 2011.

## Palmarès

### En individuel
| Compétition                     | 1926 | 1927 | 1928 | 1929 | 1930 | 1931 | 1932 | 1933 | 1934 | 1935 | 1936 | 1937 |
| Jeux olympiques d'hiver         |      |      | 4e   |      |      |      | 3e   |      |      |      | 5e   |      |
| Championnats du monde           |      |      | 2e   |      | 3e   | 4e   | 4e   |      | 5e   |      |      |      |
| Championnats d’Amérique du Nord |      | 4e   |      | 2e   |      |      |      | F    |      | 2e   |      | 1re  |
| Championnats d’Europe           |      |      |      |      |      |      |      |      | 3e   |      |      |      |
| Championnats des États-Unis     | 3e   | 2e   | 1re  | 1re  | 1re  | 1re  | 1re  | 1re  | F    | 1re  | 1re  | 1re  |
| Légende : F = Forfait           |      |      |      |      |      |      |      |      |      |      |      |      |

### En couple artistique
Avec deux partenaires :
- Thornton Coolidge (3 saisons : de 1927 à 1929)
- George Hill (8 saisons : de 1930 à 1937)

| Compétition                     | 1927 | 1928 | 1929 |  | 1930 | 1931 | 1932 | 1933 | 1934 | 1935 | 1936 | 1937 |
| Jeux olympiques d'hiver         |      |      |      |  |      |      |      |      |      |      | 5e   |      |
| Championnats du monde           |      |      |      |  |      | 5e   |      |      |      |      | 5e   |      |
| Championnats d’Amérique du Nord | 6e   |      | 3e   |  |      |      |      | F    |      | 1re  |      | 2e   |
| Championnats des États-Unis     |      | 1re  | 1re  |  | 2e   | 2e   | 2e   | 1re  | F    | 1re  | 1re  | 1re  |
| Légende : F = Forfait           |      |      |      |  |      |      |      |      |      |      |      |      |